# Autonomie (biologie)
En biologie, l'autonomie par rapport au milieu est ce qui différencie les êtres vivants des objets inanimés et des machines. Les êtres vivants, du fait de leur dynamique interne d’ordre physico-chimique, sont dotés d'une activité autonome, c'est-à-dire qu'ils se gouvernent selon leurs propres déterminations (ce qui est la définition de l'autonomie) dans une certaine mesure et en rapport avec les éléments du milieu.

## Discussion
Les objets inanimés sont le jouet des circonstances, leurs mouvements et leurs transformations sont le strict produit du déterminisme. Un cristal de glace, par exemple, est le produit d'une dynamique qui lui est extérieure. De même, les phénomènes que l'on désigne sous le terme d'auto-organisation, bien qu'ils montrent des propriétés fort intéressantes de la matière pour la biologie, sont le produit d'une dynamique qui leur est extérieure. Les cellules de Bénard, exemple emblématique de l'auto-organisation de la matière, sont le produit d'un gradient : elles dissipent ce gradient, mais ne le produisent pas. Au contraire, un être vivant est d’abord le produit de son propre métabolisme, de sa dynamique interne d’ordre physico-chimique en rapport avec le milieu qui est à la source de son activité autonome.
Une machine n'a aucune autonomie. La plupart des machines s'arrêtent dès qu'elles sont débranchées, et même lorsqu'elles disposent de réserves autorisant une certaine durée de fonctionnement (réservoir d'essence ou batterie, par exemple), elles restent entièrement soumises à la programmation qui leur a été donnée, ainsi qu'à des éléments extérieurs qu'elles ne contrôlent pas (concrètement : un bouton marche/arrêt, des commandes diverses sous forme de volants, leviers, boutons etc.).
À l'inverse, les êtres vivants disposent toujours de réserves qui leur permettent de vivre un certain temps sans apport de nutriments, nutriments qu'ils extraient activement du milieu extérieur. Ils ont donc un rapport contradictoire vis-à-vis de l'environnement, en étant à la fois dépendant (pour en tirer leur subsistance) et indépendant (ils peuvent fonctionner sans décision de l'environnement, une fois qu'ils ont constitué des réserves.